# Zona Antarctică Chiliană
Zona Antarctică Chiliană (în spaniolă Zona Antártica Chilena) este un teritoriu din Antarctica pretins în anul 1940 de Chile. Aparține de provincia Regiunea Magallanes și Antarctica Chiliană, care are capitala la Punta Arenas. Acest teritoriu se întinde între longitudinile 53° 90′ și 53° 80′, fiind pretins și de Marea Britanie.

## Bazele chiliene
- Base Cañas Montalva
- Base Doctor Guillermo Mann
- Base Presidente Gabriel González Videla
- Base Teniente Luis Carvajal
- Base Julio Ripamonti
- Base Comodoro Guesalaga
- Subbase Yelcho
- Base Capitán Arturo Prat
- Base Shirreff
- Două baze pe insula King-George
  - Base Presidente Eduardo Frei Montalva
  - Base Profesor Julio Escudero
- Base Teniente Luis Risopatrón
- Două pe baze pe Mount Ellsworth
  - Base Antonio Huneeus
  - Base Patriot Hills|Base Teniente Arturo Parodi
- Base General Bernardo

Unele din aceste baze sunt ocupate numai vara. Teritoriul are în total o suprafață de 1.250.000 km², cu un număr de 3.000 locuitori, incluzând și Insula Navarino. Capitala teritoriului Zona Antarctică Chiliană este Puerto Williams.